# Aéroport international de Sibiu
Ne doit pas être confondu avec Aéroport de Sibu.
L'aéroport international de Sibiu ou Aeroportul Internațional Sibiu (code IATA : SBZ • code OACI : LRSB) est un aéroport qui dessert la ville de Sibiu. Il est situé au sud de la Transylvanie, à 3 km à l'ouest de Sibiu et 260 km au nord-ouest de la capitale de la Roumanie, Bucarest.

## Situation
| \| 50 km1:1 922 000 \| Bacău Baia Mare-Maramureș Brașov Bucarest-Aurel-Vlaicu Bucarest-Henri-Coandă Cluj-Napoca Constanța Iași Sibiu Târgu Mureș Timișoara Arad Craiova Oradea Satu Mare Suceava |
| 50 km1:1 922 000 |

## Compagnies aériennes et destinations
| Compagnies        | Destinations                                                                  |
| ----------------- | ----------------------------------------------------------------------------- |
| AirConnect        | Bucarest-H. Coandă                                                            |
| Austrian Airlines | Vienne-Schwechat                                                              |
| Lufthansa         | Munich-F. J. Strauß                                                           |
| Wizz Air          | Dortmund, Karlsruhe/Baden-Baden, Londres-Luton, Memmingen, Nuremberg-A. Dürer |

Actualisé le 14/04/2023

## Statistiques

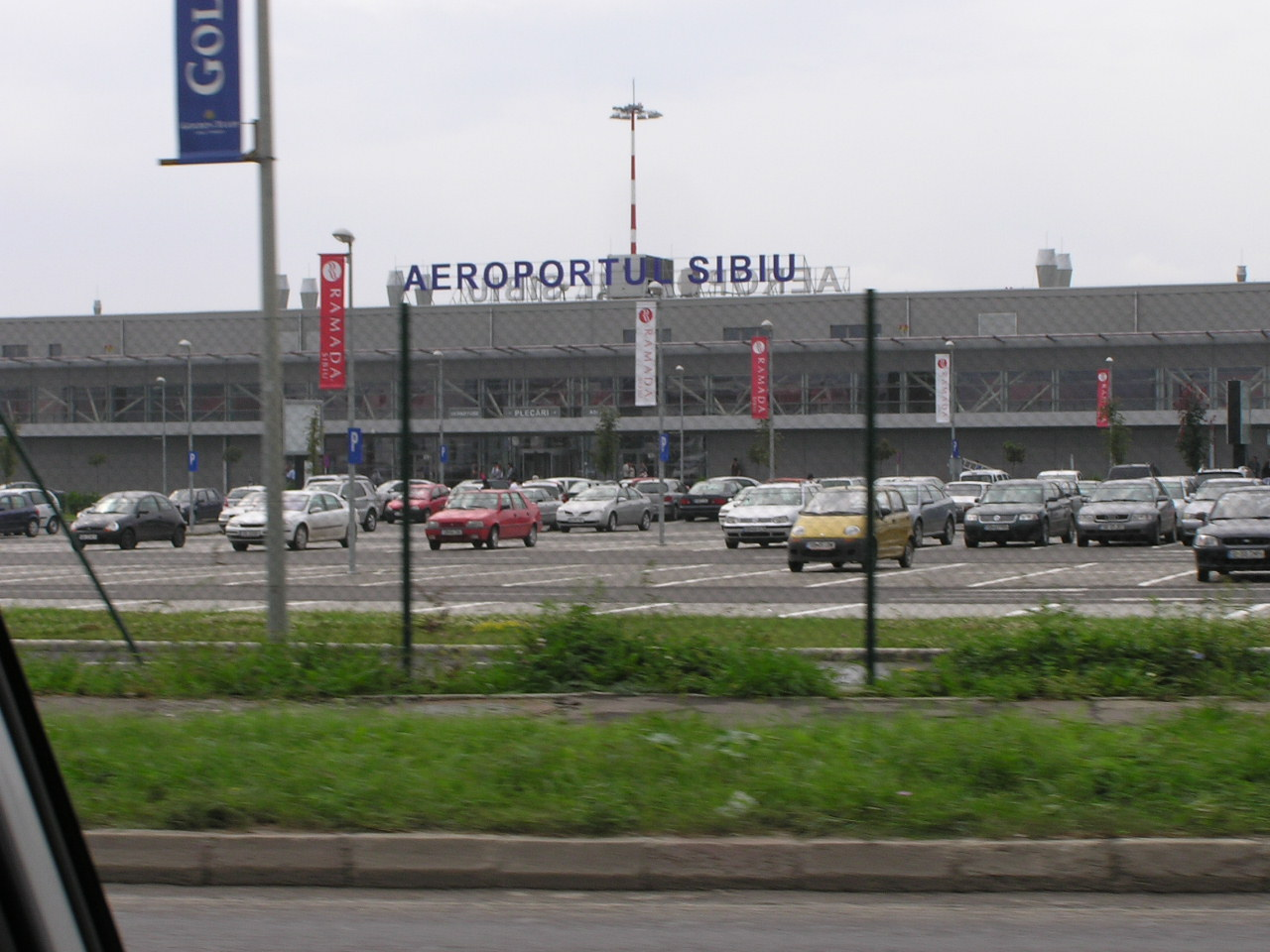
Parking et terminal

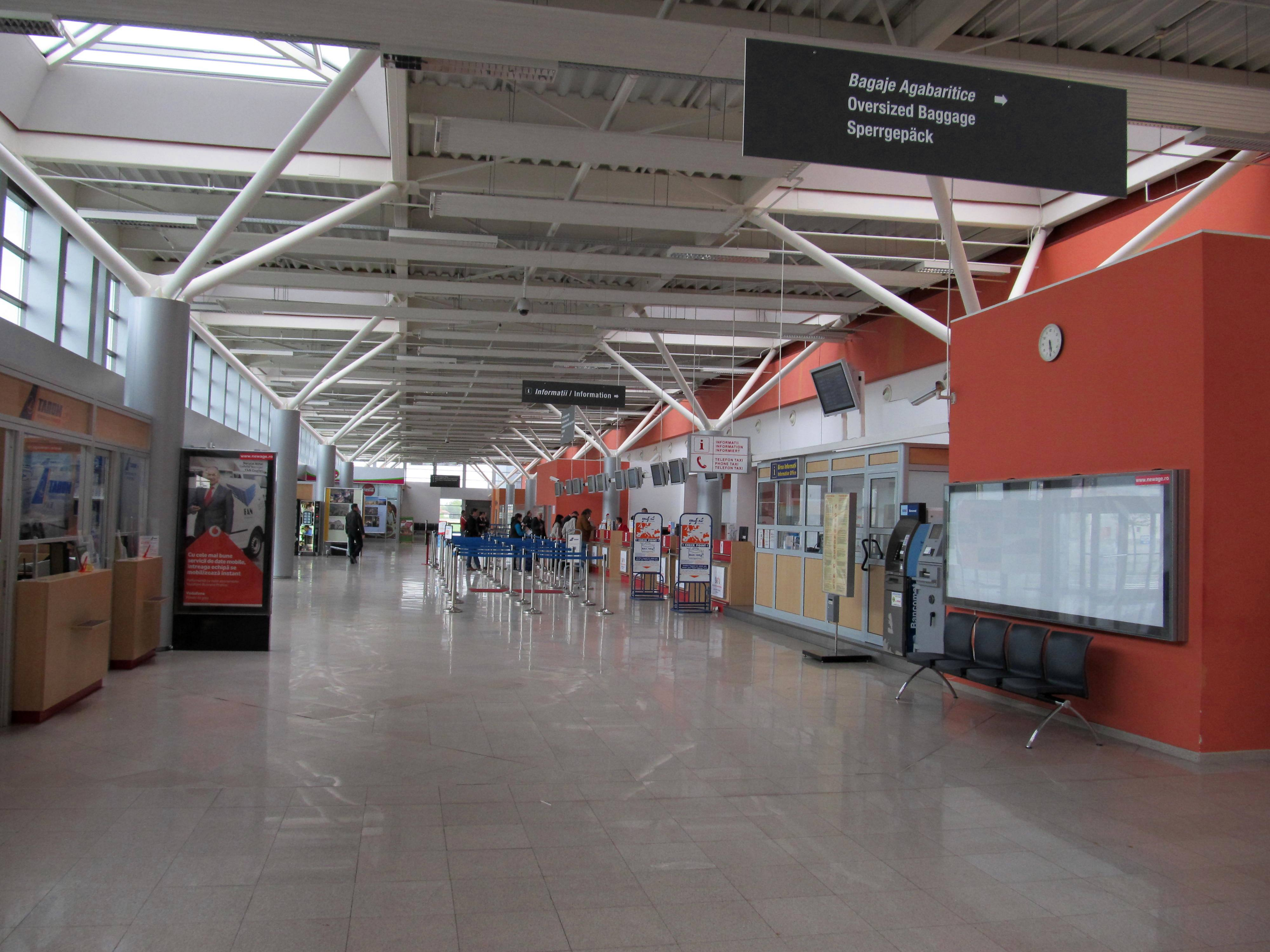
Zone d'enregistrement

Pour des raisons techniques, il est temporairement impossible d'afficher le graphique qui aurait dû être présenté ici.

Voir la requête brute et les sources sur Wikidata.
| Année | Passagers | Mouvements d'appareils |
| ----- | --------- | ---------------------- |
| 2005  | 45 494    | 3 500                  |
| 2006  | 63 618    | 3 818                  |
| 2007  | 105 654   | 5 014                  |
| 2008  | 141 012   | 5 995                  |
| 2009  | 154 161   | 6 419                  |
| 2010  | 198 751   | 6 077                  |
| 2011  | 176 908   | 4 824                  |
| 2012  | 176 504   | 4 574                  |
| 2013  | 189 300   | 4 834                  |
| 2014  | 215 941   | 4 908                  |
| 2015  | 276 533   | 5 468                  |

| Mois      | Passagers | Évolution (2014-2015) | Cumul des passagers |
| --------- | --------- | --------------------- | ------------------- |
| Janvier   | 19 296    | 33,6 %                | 19 296              |
| Février   | 18 797    | 33,8 %                | 38 093              |
| Mars      | 22 069    | 40,5 %                | 60 162              |
| Avril     | 23 334    | 29,7 %                | 83 496              |
| Mai       | 25 152    | 31,5 %                | 108 648             |
| Juin      | 29 221    | 27,7 %                | 137 869             |
| Juillet   | 32 964    | 21,1 %                | 170 833             |
| Août      | 32 980    | 22,5 %                | 203 813             |
| Septembre | 31 808    | 23,3 %                | 235 621             |
| Octobre   | 29 394    | 25,6 %                | 265 015             |

| 1               | Munich    | 139 277 | Lufthansa, TAROM  |
| 2               | Stuttgart | 41 724  | Blue Air          |
| 3               | Vienne    | 39 940  | Austrian Airlines |
| 4               | Londres   | 22 751  | Wizz Air          |
| Source:Eurostat |           |         |                   |